# Rio Watari
Rio Watari (en japonés:渡利璃穏; 19 de septiembre de 1991), es una luchadora japonesa de lucha libre. Participó en Campeonato Mundial de 2014 consiguiendo la 18.ª posición. Ganó una medalla de oro en los Juegos Asiáticos de 2014. Conquistó la medalla de bronce en Campeonato Asiático en 2012. Qunita en Universiada de 2013. Representó a su país en la Copa del Mundo de 2014 clasificándose en la primera posición.